# Shi Dongshan

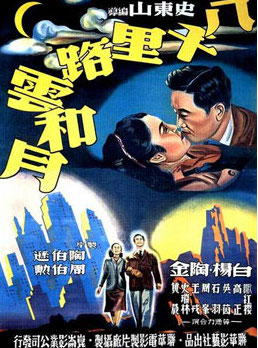
Cartell del film Eight Thousand Li of Cloud and Moon

Shi Dongshan (xinès simplificat: 史 东山) (Hangzhou 1902 - 1955) pintor, guionista, actor, productor i director de cinema xinès.

## Biografia
Shi Dongshan,en realitat es deia Shi Kuangshao (史 匡 韶), però com que la seva família era de Dongshan (东山), a la província xinesa de Fujian, més tard el va convertir en el seu pseudònim. Va néixer el 29 de desembre de 1902 a Hangzhou, província de Zhejiang a la Xina.
El seu pare és pintor, escriptor i músic. Sent la família molt pobra, Shi Dongshan no va poder continuar els seus estudis; va deixar els seus pares als 17 anys i va trobar una primera feina a Zhangjiakou (张家口), a la província de Hebei, com a operador de ràdio, i en el seu temps lliure va aprendre a pintar.
El 1921, es va traslladar a Xangai i es va convertir en decorador de l'estudi Yingxi i alhora feia petits papers com actor Així, es va familiaritzar amb la professió i va aprendre la professió de guionista. Als 20 anys es va unir a la Shanghai Film Company com actor i com a extra, aprenent a escriure guions en el seu temps lliure. El 1925, la companyia va acceptar el seu guió 杨花恨 (Willow Catkins) que ell mateix va dirigir.
El 1926, es va traslladar a un altre estudi, Dazhonghua Baihe (大 中华 百合), on va rodar les seves dues següents pel·lícules, de nou amb els seus propis guions; son dos històries morals, una d'elles 儿孙福 (Mother's Happiness) és protagonitzada per uns actors notables, com Zhou Wenzhu (周文 珠) que interpreta el paper de la mare i Wang Cilong (王 次 龙) el de fill gran.
El 1930 va marcar un important punt d’inflexió en la carrera de Shi Dongshan: es va unir a la Lianhua Film Company (联华 影业 公司), després de “l’incident del 18 de setembre” o incident de Mukden (actual Shenyang) és a dir, l'entrada dels japonesos a Shenyang. Va ingressar a la Lliga d'Escriptors Esquerrans (中国 左翼 作家 联盟) i es va convertir en un dels principals directors de la Lianhua, amb Cai Chusheng (蔡楚生), Sun Yu (孙 瑜) i Wang Cilong (王 次 龙).
La pel·lícula 银汉双星 (Two Starts of the Milkiway) va ser una de les primeres produccions de Linhua en un context de la industria cinematogràfica de Xanhai ya consolidada. També destaca en aquest film la presència de musicals amb el sistema Pathé Records i com a protagonista l'actriu Zi Luolan, considerada la "reina de la canço del sud".
El 1932, va codirigir 共赴 国难 (Facing the National Crisis), protagonitzada per Jin Yan (金 焰) i Wang Renmei (王 人 人). Es la primera pel·lícula de ficció sobre la guerra de resistència contra el Japó. És un punt d’inflexió en el seu estil. A partir d’aquí, les seves pel·lícules són sobre temes patriòtics, però també sobre temes socials.
El setembre del 1933, quan es va crear una altra productora, Yihua (艺), Shi Dongshan es va unir a ella, a instàncies del dramaturg i guionista Tian Han (田汉) que n’era el principal organitzador (1). Shi Dongshan va rodar dues pel·lícules allà, el 1934 i el 1935. Després, a causa de les amenaces a les quals era objecte del Guomingdang, va provocar la sortida massiva dels directors. Posteriorment amb Jin Yan, va crerar una nova empresa, Xinhua (新华) que va produir pel·lícules d’èxit de manera que va ser l’única que va sobreviure després de 1937 i l’ocupació japonesa de Xangai.
Després de la caiguda de Xangai el 1938, se'n va anar a Wuhan, on es va filmar 保卫我们的土地" (Protect our Land Film Company) amb la productora creada allà el 1935, després va anar a Chongqing on hi escriu tres pel·lícules de caràcter patriòtic. Després de la guerra, va tornar a Xangai, amb una missió de Zhou Enlai: calia recuperar els estudis Lianhua, devastats per la guerra. Es posa a treballar amb els seus amics directors Cai Chusheng (蔡楚生), Yang Hansheng (阳翰笙), Zheng Junli (郑君 里) i va crear les bases de la nova productora Kunlun (昆仑). Va ser allà on va codirigir, amb Wang Weiyi, una de les seves pel·lícules més famoses, amb la gran actriu Bai Yang (白杨) en el paper principal, al costat de Tao Jin (陶 金): 八千 里 路 云 和 月 (Eight Thousand Li of Cloud and Moon).
Després de 1949 va produir una altra obra important: "La nova novel·la dels joves herois" (《新 儿女 英雄 传》), guardonada al 6è Festival Internacional de Cinema de Karlovy Vary el 1951.
Amb el suport dels polítics del nou règim, es va convertir en un personatge oficial, participant en totes les assemblees més importants dels primers anys del nou règim pel que fa a les arts, inclòs el cinema.
La seva mort continua sent un misteri. Segons la seva filla poc abans de morir, el seu pare va mantenir una llarga conversa amb la seva dona, Hua Danni (华丹妮) i sembla que va revelar que Shi Dongshan, es va suïcidar el 23 de febrer de 1955.

## Filmografia
| ANY  | TITOL XINÈS    | TITOL ANGLÈS                        | PRODUCTORA       |
| 1925 | 杨花恨         | Willow Catkins (Yanghuas’s Hate)    | Shanghai Yingxi  |
| 1926 | 儿孙福         | Mother's Happiness                  | Dazhonghua Baihe |
| 1926 | 同居之爱       | Live on Love                        | Lianhua          |
| 1931 | 银汉双星       | Two Starts of the Milkiway          | Lianhua          |
| 1932 | 共赴国难       | Facing the National Crisis          |                  |
| 1933 | 奋斗           | Struggles                           |                  |
| 1934 | 女人一画       | Women Company                       | Yihua Film       |
| 1935 | 人之初         | Men at birth                        |                  |
| 1936 | 狂欢之夜       | Night of the Debauche Company       | Xinhua Film      |
| 1937 | 青年进行曲     | March of Youth                      |                  |
| 1938 | 保卫我们的土地 | Protect our Land Film Company       | National         |
| 1939 | 好丈夫         | Good Husband                        |                  |
| 1941 | 胜利行进曲     | Victory March                       |                  |
| 1945 | 还我故乡       | Give Me My Country Back             |                  |
| 1947 | 八千里路云和月 | Eight Thousand Li of Cloud and Moon | Kunlun           |